# Amietophrynus maculatus
Amietophrynus maculatus — tên thông dụng là cóc Hallowell, cóc lưng phẳng, và cóc sọc — là một loài cóc thành viên châu Phi của họ Bufonidae, họ cóc thực sự.

## Nơi sinh sống
Môi trường sinh sống tự nhiên của A. maculatus bao gồm các khu rừng ẩm ướt đất thấp nhiệt đới hoặc cận nhiệt đới, các khu rừng vùng núi ẩm nhiệt đới hoặc cận nhiệt đới, savanna khô, savanna ẩm, vùng đất có cây bụi nhiệt đới hoặc cận nhiệt đới, thảo nguyên đất thấp khô nhiệt đới hoặc bán nhiệt đới, sông, đầm nước ngọt có nước theo mùa, hồ và kênh. Loài này đang bị đe dọa do mất nơi sống.

## Phân bố
A. maculatus được tìm thấy ở Angola, Bénin, Botswana, Burkina Faso, Cameroon, Cộng hòa Trung Phi, Cộng hòa Congo, Cộng hòa Dân chủ Congo, Bờ Biển Ngà, Ethiopia, Gabon, Ghana, Guinée, Kenya, Liberia, Malawi, Mozambique, Namibia, Nigeria, Sierra Leone, Nam Phi, Swaziland, Tanzania, Uganda, Zambia, và Zimbabwe. Cần phải khảo sát thêm nhưng có khả năng chúng phân bố ở cả Burundi, Tchad, Guinea Xích Đạo, Mali, Rwanda, Sudan, và Togo.

## Hình ảnh

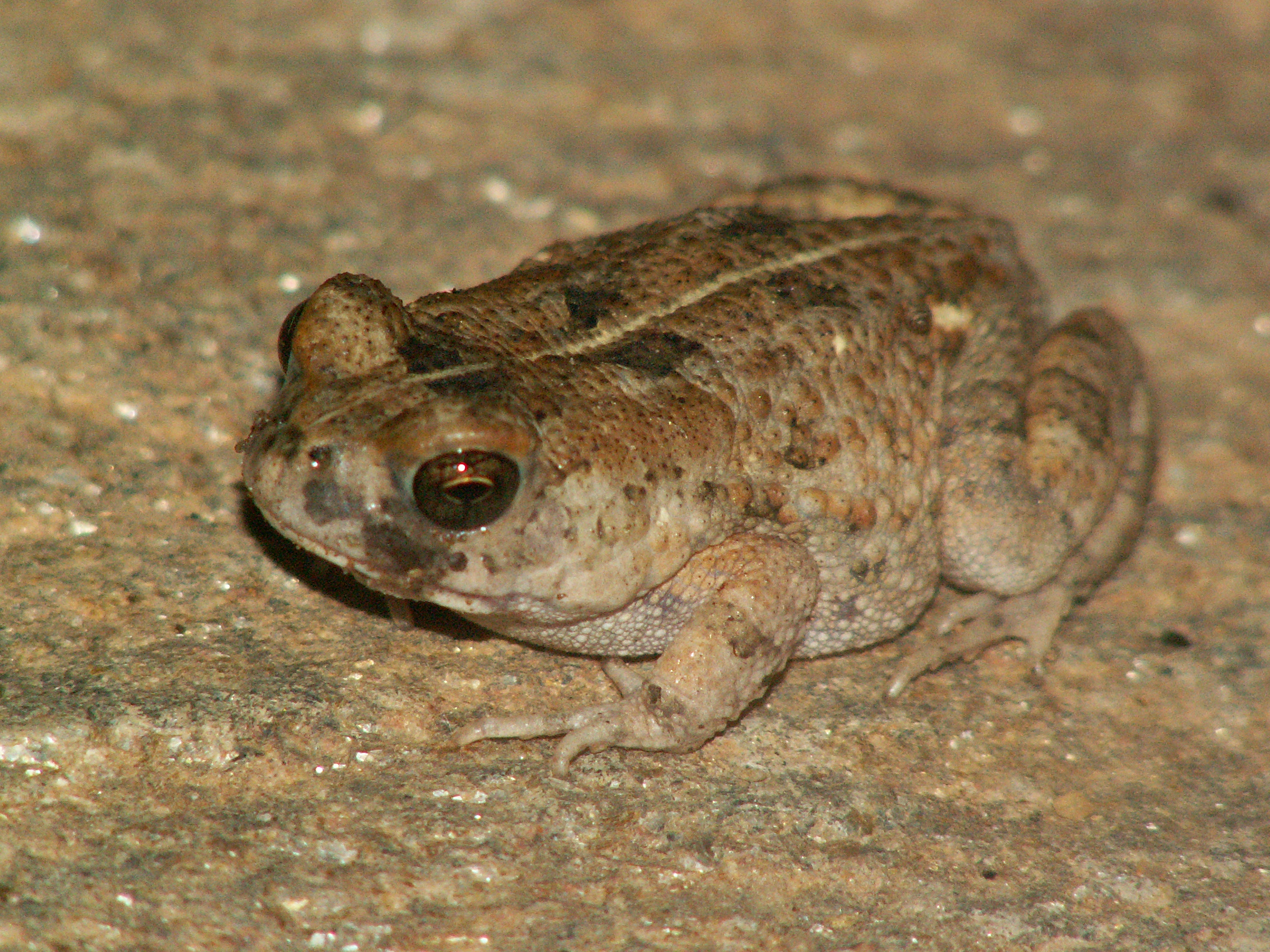
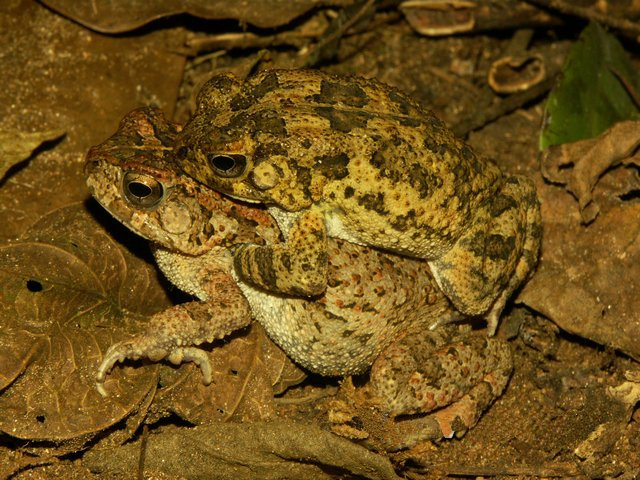
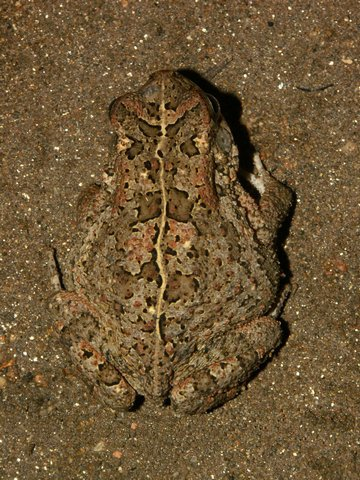
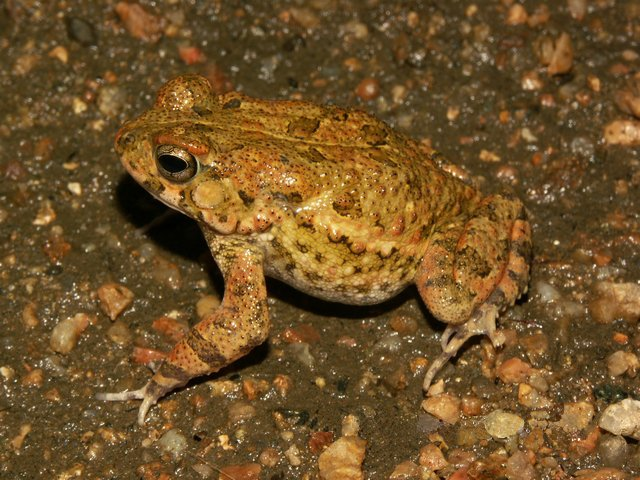